# Lloyd's Register

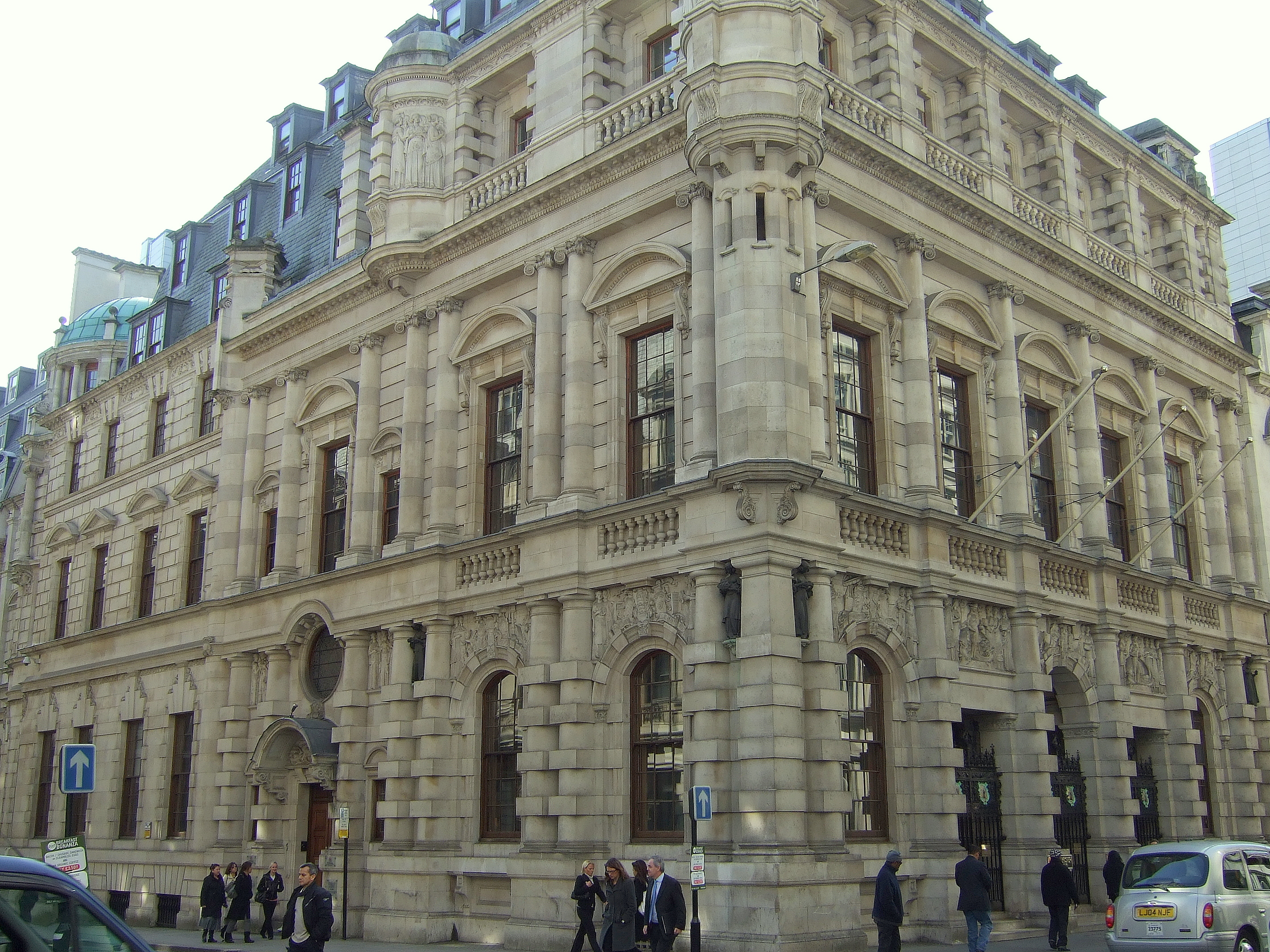
Lloyd's Registers huvudkontor i London.

Lloyd's Register, (före 1988 Lloyd's Register of Shipping), världens största och äldsta internationella sällskap för klassificering av fartyg, baserat i London. 

## Historia
Namnet kommer ifrån ett 1600-talskafé vid Great Tower Street i London, där handels- och försäkringsmän, som var involverade i sjöfart brukade träffas. Ägaren Edward Lloyd cirkulerade från 1696 runt en tidning för sjöfarts- och andra nyheter, Lloyds news. Tidningen indrogs efter en tid men utgavs på nytt från 1734 med namnet Lloyd's list and shipping gazette. 1760 bildade ett antal av kunderna Register Society och gav 1764 ut det första fartygsregistret. Syftet med registret var att ge alla inblandade information om statusen på de fartyg som de försäkrade eller anlitade för transporter.
1834 skedde en rekonstruktion och de första regelverken för klassificering av fartyg gavs ut.

## Nutid
År 1993 hade Lloyd's Register ca 1 700 klassinspektörer vilka utförde klassificeringar från 450 kontor i hela världen. Förutom fartygsklassificering samlar och utger man även marin information av olika slag, ex. Lloyd's Register of Ships. I denna finns data om alla fartyg över 100 bruttoregisterton. Tillsammans med försäkringsmarknaden Lloyd's of London har Lloyd's Register utvecklat en fartygsdatabas, vilken nu är världens största. Denna omfattar, förutom själva fartygsregistret, även kontinuerliga uppdateringar om fartygens rörelser på världshaven, nybyggnationer på världens varv och alla större fartygshaverier.

## Fotnoter
1. ↑  Carlquist, Gunnar, red (1937). Svensk uppslagsbok. Bd 17. Malmö: Svensk Uppslagsbok AB. sid. 513